# Yip Man
Yip Man lub Ip Man (ur. 1 października 1893 w Foshan, zm. 2 grudnia 1972 w Koulunie) – chiński mistrz wushu wing chun.
Yip Man urodził się w roku 1893 (według innych źródeł w 1898). Pochodził z jednego z najbogatszych rodów w Foshanie. Był szesnastym i ostatnim uczniem Chan Wah Shuna. Chodząc do szkoły w Hongkongu został uczniem Leung Bika, z którym przegrał przedtem walkę sparingową. Leung Bik był synem Leung Jana i podobnie jak jego brat Leung Chun nie był wysokiego wzrostu. Jak podaje historia stylu, Leung Jan nie nauczył Chan Wah Shuna wszystkich technik (na przykład prawidłowej pracy nóg i niektórych technik z trzeciej formy). Aby wyrównać szanse swych synów, musiał ich tych technik nauczyć, dlatego Yip Man mając dostęp do niejako obu wersji spróbował je na nowo połączyć w prawidłową technikę.
Yip Man pochodził z bogatej rodziny i w swoich początkowych latach nie musiał się zbytnio martwić o swój byt, niemniej po nauce w St. Stephen’s College w Hongkongu, szkole dla dzieci z bogatych chińskich rodzin, powrócił do Foshan, gdzie przez nieokreślony czas był oficerem policji. Sytuacja zmieniła się w czasie okupacji japońskiej. Kiedy odmówił Japończykom nauczania stylu Wing Chun, musiał się przed nimi schronić. Po kapitulacji wrócił do rodzinnego miasta i po raz kolejny został oficerem policji. Pod koniec roku 1949, będąc policjantem Kuomintangu, wyemigrował do Makau, a następnie do Hongkongu, zostawiając część rodziny w Foshanie (jego synowie wyemigrowali do Hongkongu znacznie później, dlatego niewiele zdążyli się od ojca nauczyć). Jako przedstawiciel dawnych warstw uprzywilejowanych, a dodatkowo funkcjonariusz policji poprzedniego systemu słusznie obawiał się prześladowania ze strony nowej władzy komunistycznej.
Yip Man początkowo nie przewidywał nauczania stylu wing chun. W roku 1952 na skutek problemów finansowych po 40 latach praktykowania wushu przyjął kilku uczniów. Został spadkobiercą stylu. W okresie prowadzenia szkoły nauczał jedynie kilkunastu uczniów, wyłącznie Chińczyków. Pierwszymi uczniami byli między innymi Leung Sheung, Lok Yiu, Chu Shong-tin i Wong Shun-leung. W roku 1968 wycofał się z nauczania. Założył Hong Kong Ving Tsun Athletic Association (香港詠春拳體育會). Ustalił tym samym zachodnią pisownię stylu. Zmarł 2 grudnia 1972 na raka gardła. Powodem choroby mogła być duża liczba wypalanych papierosów, jak również opium.
Wiele źródeł podaje, że jednym z najsłynniejszych uczniów Yip Mana był Bruce Lee, ale część badaczy wątpi w prawdziwość tego twierdzenia. Jak w wielu innych szkołach walki, nauczaniem młodszych adeptów zajmowali się z reguły najstarsi uczniowie mistrza, a ten jedynie od czasu do czasu udzielał dodatkowych wskazówek. Dlatego najbardziej prawdopodobne jest, że Bruce Lee uczył się od swoich starszych kolegów. Jednym z kolegów Bruce'a Lee w czasie nauki był mistrz William Cheung.

## W kulturze
Fragment życia Yip Mana dotyczący okupacji japońskiej został przedstawiony w filmie Ip Man, przy realizacji którego pomagał syn mistrza. W  2010, 2015 oraz 2019 powstały kontynuacje filmu.